# Oxymetopon compressus
Oxymetopon compressus is een straalvinnige vissensoort uit de familie van torpedogrondels (Ptereleotridae). De wetenschappelijke naam van de soort is voor het eerst geldig gepubliceerd in 1966 door Chan.